# Nikolai Vavilov
Nikolai Ivanovich Vavilov, em russo Николай Иванович Вавилов (Moscou, 25 de novembro(calendário juliano)/13 de novembro(mudança para o calendário gregoriano) de 1887 — Saratov, 26 de janeiro de 1943), foi um proeminente botânico, agrônomo e geneticista russo. É conhecido por ter identificado os centros de diversidade de plantas cultivadas.
Dedicou sua vida ao estudo e melhoramento do trigo, milho e outros grãos essenciais para a alimentação da população. Seu trabalho foi bastante criticado por Trofim Lysenko, cujas ideias anti-mendelianas sobre a biologia das plantas ganharam a simpatia de Joseph Stalin. Como resultado, Vavilov acabou preso e sentenciado à morte em julho de 1941. Sua sentença foi revertida para uma pena de 20 anos, mas ele acabou morrendo de fome na prisão em 1943.

## Biografia
Vavilov nasceu em Moscou em 25 de novembro de 1887 pelo calendário juliano (13 de novembro pelo calendário gregoriano). Era filho de Aleksandra Mikhailovna e Ivan Ilich Vavilov. Sua família era de comerciantes, vinda de uma vila faminta e muito pobre, que vivia racionando os alimentos aos seus habitantes. Vendo a situação dos camponeses, Vavilov ficou obcecado em buscar um meio de acabar com a fome generalizada não apenas na Rússia como no mundo. Seu irmão era o físico Sergei Ivanovich Vavilov.
Formou-se no Instituto Agrícola de Moscou em 1910 e nos dois anos seguintes trabalhou para o departamento de botânica aplicada e no departamento de micologia e fitopatologia. Entre 1913 e 1914, viajou pela Europa estudando a imunidade das plantas em colaboração com o biólogo britânico William Bateson, com quem estabeleceu a ciência da genética. Foi professor na faculdade de agronomia da Universidade de Saratov. Casou-se com Yekaterina Sakharova com quem teve um filho, Oleg, nascido em 1918.

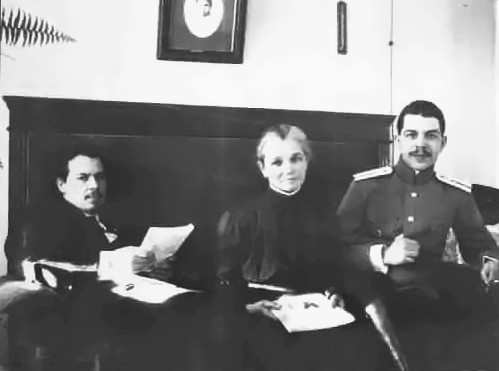
Família Vavilov em 1916: Nikolai, sua mãe Aleksandra Mikhailovna e seu irmão, o físico Sergey Vavilov.

De 1924 a 1935 foi diretor da Academia Lenin de Ciências Agrícolas, em Leningrado. Impressionado com o trabalho da fitopatologista canadense Margaret Newton com a doença do trigo, em 1930 ele tentou contratá-la para trabalhar o instituto, com um bom salário e benefícios para realizar expedições. Margaret recusou, mas passou três meses no instituto treinando 50 alunos em sua área de pesquisa.
Seu primeiro casamento terminou em divórcio em 1926 e ele então se casou com a geneticista Elena Ivanovna Barulina, especialista em lentilhas e assistente na coleção de sementes do instituto. Seu filho Yuri nasceu em 1928. Enquanto desenvolvia sua teoria sobre os centros de origem de plantas cultivadas, Vavilov organizou várias expedições botânicas, onde coletou centenas de sementes de vários lugares do mundo. Em Leningrado, criou a maior coleção do mundo de sementes. Ele também reformulou as leis das séries homólogas em variação.
A pesquisa de Vavilov em imunidade das plantas o levou a teorizar que as plantas e os patógenos evoluíram através da diferenciação e da seleção natural através de pressões ambientais. Esse trabalhou acabou levando a teorias sobre a diversidade genética das lavouras e como tal diversidade contribuía para a imunidade a doenças. Em 1935, ele publicou sua teoria sobre a imunidade de plantas atacadas por doenças, onde defendeu que seria possível usar a imunidade a patógenos como forma de inferir o local de origem de determinado vegetal.
Foi membro do Comitê Executivo da União Soviética, presidente da Sociedade Geográfica Russa e recebeu do governo o Prêmio Lenin.

## Perseguição
Em 1932, durante o VI Congresso Internacional de Genética, Vavilov propôs a realização do VII na União Soviética. Após alguma resistência inicial do comitê organizador, em 1935 eles concordaram em levar o evento para Moscou em 1937. A comissão da Academia Soviétia de Ciências decidiu apoiar a ideia e pediu ao Partido Comunista por aprovação, que foi dada em 31 de julho de 1935. Vavilov foi eleito presidente do congresso.

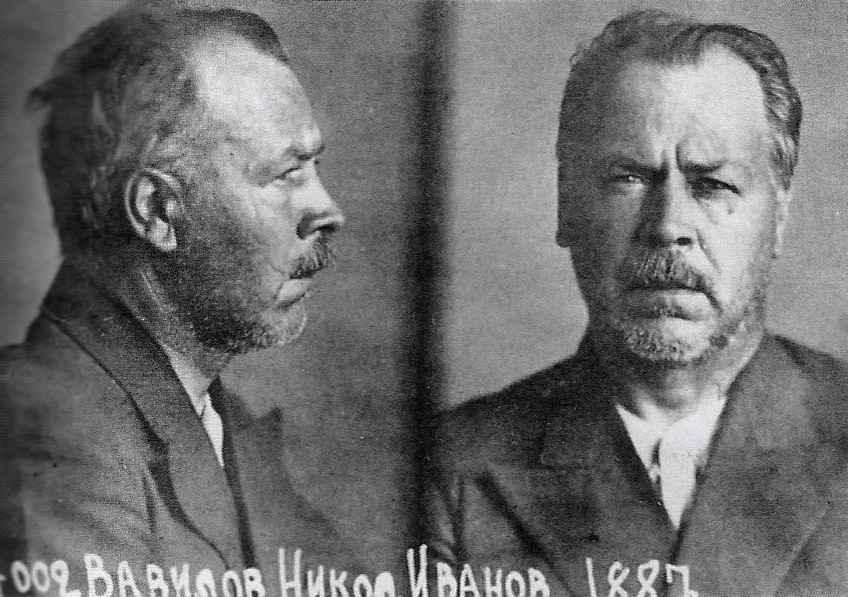
Foto de Vavilov do arquivo da investigação, 1942

Porém, em 14 de novembro de 1936, o Politburo decidiu cancelar o congresso. O evento foi adiado até 1939 e acabou acontecendo em Edimburgo. O Politburo também decidiu proibir as viagens de Vavilov, inclusive para o congresso, onde apenas uma homenagem simbólica foi feita devido à sua ausência involuntária.
Vavilov conheceu o trabalho do jovem Trofim Lysenko e o apoiou. Na época Lysenko não era o melhor cientista da área, mas Vavilov o apoiou mesmo assim. Lysenko não tinha qualquer formação científica e não conhecia os conceitos modernos de genética. Além disso, não fazia experimentos controlados e ainda por cima manipulava dados. Ele propôs que as sementes fossem expostas ao frio e à umidade de maneira a mudar o tempo de seu plantio e propôs tal técnica com uma forma de adaptar qualquer lavoura para o clima severo da União Soviética. Ele defendia que tal medida aumentaria o tamanho das lavouras e recebeu o apoio de Stalin por isso.
Lysenko também tinha problemas ideológicos com a genética moderna, o que levou a acreditar nas ideias de Jean-Baptiste Lamarck. Staling era outro grande apoiador das teorias de Lamarck, o que aumentou ainda mais a influência de Lysenko. Vavilov não questionou Lysenko abertamente de início e chegou a compartecer em eventos de genética ao seu lado. Ele experava que, com algum treino e prática, Lysenko acabasse se transformando em um bom cientista. Mas Lysenko não tinha interesse em aprender com Vavilov.
As ideias de Lysenko permaneceram em voga na União Soviétca até meados dos anos 1960. Sob Stalin, o governo queria resultados imediatos na agricultura e não via a pesquisa científica com bons olhos se não trouxesse rápidos retornos. Apesar de todas as ressalvas que tinha contra Lysenko, Vavilov o apoiou nacional e internacionalmente, pensando que uma maior produtividade na agricultura seria benéfica para o país. Vavilov defendia que a técnica de Lysenko era promissora, mas que não deveria ser usada para a produção em larga escala.
No começo de 1936, Lysenko critiou abertamente Vavilov e suas ideias, principalmente pelo fato de apoiar a genética mendeliana. Conforme Lysenko ganhava mais poderes políticos, ele começou a perseguir e a desafiar as ideias de Vavilov abertamente. Vavilov, já sob a vigilância do Serviço Secreto, foi considerado suspeito por vir de uma família rica e por ter ligações com a ciência ocidental. Notando o aumento da pressão, Vavilov tentou buscar proteção diplomática para seus colegas, sendo que alguns foram presos na mesma época.

## Morte
Como resultado, Vavilov acabou preso em 6 de agosto de 1940 enquanto estava em uma expedição na Ucrânia. Foi sentenciado à morte em julho de 1941. Sua sentença acabou revertida para 20 anos de prisão. Em 26 de janeiro de 1943, Vavilov morreu sob circunstâncias pouco claras, mas as péssimas condições da prisão indicam seu estado precário. Na ficha médica de Vavilov na cadeia consta que ele foi internado na enfermaria da prisão com sinais de pneumonia, distrofia e edema, bem como fraqueza geral. Seu atestado de óbito menciona "declínio da atividade cardíaca".
Alguns autores alegam que a causa real da morte foi inanição.

## Legado
O banco de sementes, com várias sementes coletadas por Vavilov, foi protegito e preservado ao longo dos 28 meses do Cerco a Leninegrado. Os soviéticos retiraram as obras de arte do Museu Hermitage, mas não tomaram qualquer medida para preservar as mais de 250 mil sementes, raízes e frutos estocadas no maior banco de sementes do mundo. Um grupo de cientistas do Instituto Vavilov encaixotou as amostras e as levou para o porão do prédio, se revesando em turnos para protegê-lo. Eles se recusaram a comer as sementes armazenadas mesmo durante a parte mais pesada do cerco, em 1944 e nove deles morreram de fome.
Em 1943, parte da coleção de Vavilov, a maior parte delas amostras estocadas em territórios ocupados pelas tropas alemãs, principalmente na Ucrânia e na Crimeia, foi roubada por uma unidade alemã lilderada por Heinz Brücher. Muitas delas foram transferidas para o Instituto de Genética Vegetal da SS, estabelecido na Áustria.
A Royal Society de Edimburgo menciona o nome de Vavilov como um de seus membros, indicando que ele morreu em um campo soviético na Sibéria, em 26 de janeiro de 1943. Porém, ele morreu em uma prisão em Saratov.

### Expedições e descobertas
Sua primeira expedição, em 1919, levou-o à Pérsia e depois às montanhas da Ásia Central, onde voltaria anos depois em três oportunidades. Em 1921 visitou os Estados Unidos. Afeganistão, Nuristão, o litoral do mar Mediterrâneo, Oriente Médio - incluindo Síria e Palestina - e o nordeste de África foram outros dos lugares visitados pelo cientista. Depois foi a vez da China, Japão e Coreia. Entre 1930 e 1931 voltou aos Estados Unidos, onde recolheu espécies nos estados da Flórida e Texas e em algumas reservas indígenas. Nessa mesma viagem atravessou para o México e daí para a Guatemala. Sua última expedição a realizou entre 1932 e 1933, visitando El Salvador, Costa Rica, Honduras, Panamá, Peru, Bolívia, Chile, Argentina, Uruguai, Brasil, Trinidad e Cuba.
Nas suas viagens, Vavilov registrou que a biodiversidade agrícola estava repartida de maneira desigual: enquanto em alguns lugares sobravam plantas, outros pouco ou nada tinham para oferecer. Também registrou que os lugares com mais biodiversidade agrícola contam com diferentes topografias, tipos de solo e clima e que tendem a estar rodeados de cadeias de montanhas, que evitam as invasões de espécies exóticas. Também determinou que a biodiversidade agrícola vem na sua maioria de oito núcleos perfeitamente identificáveis: China (onde se origina a soja), Índia, Oriente Próximo- Ásia Central, sudeste da Ásia, regiões montanhosas de Etiópia, México e América Central (berço do milho), os Andes centrais (de onde vem a batata) e o Mediterrâneo. Ainda hoje, essas áreas geográficas se conhecem como centros Vavilov, verdadeiros refúgios de biodiversidade, essenciais para a alimentação humana. Por exemplo, independentemente de onde se cultive batata ou milho, para serem viáveis, são necessárias várias cepas que se encontram apenas em seu centro de origem.
|                      |                                                                                   |                                               |                                           |
| Cadernos de Vavilov. | Exposição de mapas e fotos das expedições de coleta de Vavilov ao redor do mundo. | Variedades de milho no escritório de Vavilov. | Centros de diversidade (centros Vavilov). |